# 美島由紀
美島 由紀（みしま ゆき、1997年2月4日 - ）は、日本のAV女優。HANAYA PROJECT・アローズ所属。

## 略歴
SODクリエイトが2021年に新たに立ち上げたレーベル「エロマン」の専属女優としてデビュー。デビュー作のキャッチフレーズは「精子はいつも飲んでます」。
2021年7月、SOD専属から企画単体女優となる。

## 人物
新潟県。趣味はドライブ、料理。
18歳の時に初めて付き合った2歳年上の彼氏と初体験。2021年までの経験人数は40人。
デビューした時点では不動産会社に営業として入社して2年目だったという。
元々アイドルや可愛い女の子が好きで、その流れでAV女優を好きになりAVに興味を持つようになった。特に好きな女優は桜空もも。
AV出演を決めたきっかけは、デビューの半年ほど前に、それまで長く付き合っていた交際者と別れたことだった。それをきっかけに、性交に興味がありながら暫く行為していないこと、性欲を満たしたかったこと、AVが好きだったことから、AVに出演することを決めた。

## 出演作品

### アダルトDVD
- 明るい顔して精飲マゾビッチ。お金よりSEXしたくてAVに来たどすけべフッ軽シロウトちゃん。 東京 世田谷 ■■■商店街 不動産営業2年目 ごっくん大好き美島由紀さん（仮名・23歳）仕事終わりに1泊2日AVデビュー（1月21日、エロマン）
- 野外で精子ALLごっくん20発！マジメなフリしたニコニコ精飲マゾビッチ素人、再び。 東京 世田谷 ■■■商店街 不動産営業2年目 ごっくん大好き美島由紀さん (仮名・23歳) 仕事の合間にサクッと出演 (2度目)（2月25日、エロマン）
- マジメなフリしたニコニコ精飲マゾビッチ素人、三度登場。東京 世田谷 ■■■商店街 不動産営業2年目 ごっくん大好き美島由紀さん（仮名・23歳）翌日の出勤時間まで、ひっきりなしにやって来る男8人とオールでず～っとごっくん! 初中出し12発! ごっくん8発!（3月25日、エロマン）
- 夫婦で挑戦 今井夏帆の凄テクで夫が2回イカされたら妻が寝取られナマ中出しSEX（9月21日、はじめ企画）※『ゆき (24歳)』名義
- 顔出し解禁 マジックミラー便 一流企業で働くパンツスーツのピタパン尻OL編3 タイトなパンツスーツに包まれたパッツパツのむっちり尻を揉みしだかれ（10月19日、DEEP'S）※オムニバス作品
- 『次… わたし… 本気出して動いてもいい…?』 超真面目な姉がボクのデカチンでド淫乱に豹変 超高速ピストン騎乗位で抜かずの5連続中出し（10月26日、Hunter）※オムニバス作品
- マゾOLイラマ顔射 美島由紀（11月11日、RADIX）
- 美女たちの足裏をふやけるまで舐めたい! DX（11月11日、RADIX）※オムニバス作品
- 酔いつぶれた部下のおちんちんが舐めたくて我慢出来ない 性欲に負けた女上司が勃起チ〇ポを握る瞬間を見逃すな（11月11日、DANDY）※オムニバス作品
- 権力とSEX 哀れなるは女なり（12月14日、FAプロ）※オムニバス作品

- 色気ゼロの同期女子が履き始めた黒パンストがエロ過ぎる その脚やお尻に興奮して襲ってしまうと超敏感な反応で 終電を逃すたびにボクの部屋に泊まる（1月11日、DANDY）※オムニバス作品
- 美島由紀 緊縛解禁 ドM覚醒ハードSM調教（1月13日、アイエナジー）
- 若い男の子にフェラチオを頼まれても断れない私は突然顔射されても怒れないんです（1月27日、DANDY）※オムニバス作品
- 闇に響く悲鳴 暴行魔あらわる（3月15日、FAプロ）※オムニバス作品
- アナルのシワの数までハッキリわかる! ノーモザイク連続絶頂アナル見せオナニー 9（3月24日、アイエナジー）※オムニバス作品
- 生活指導と言う名の奴隷調教 美島由紀（6月28日、ILLEGAL）

### 配信
- 【精飲どすけべ娘】好感度MAX、フツーっぽくて感じが良い上、押しに弱い。こちらの都合に合わせまくる有能営業にチ●ポ感丸出しで迫る。 三島さん 不動産会社営業 入社3年目（2022年3月16日、プレステージプレミアム）

### VR
- 女子校の保健の授業に教材用モデルとして招かれて… チンポをいじくり回される合法露出体験VR 横宮七海 花音うらら 宇佐美玲奈 涼花くるみ 美島由紀 川原りま 宝川莉子（2022年4月7日、SODクリエイト）

## 出演

### ラジオ
- 紗倉まなとニューヨークのマジックミラーナイト（2021年4月17日,24日、文化放送）

## 掲載

### 雑誌
- 月刊FANZA　2021年3月号（ジーオーティー） - インタビュー「HATSUMONO!」
- 月刊ソフト・オン・デマンド 3月号 vol.18（ソフト・オン・デマンド） - 「不動産営業2年目 美島由紀（仮名・23歳）インタビュー」